# 메리 필드
메리 필드(Mary Field, 1909년 6월 10일 ~ 1996년 6월 12일)는 미국의 배우, 텔레비전 배우, 영화배우이다.

## 영화
- 딜론 보안관 (1955년)
- 불타는 전장 (1955년) - 미시즈 머피 역
- 레츠 댄스 (1950년)
- 탑 오 더 모닝 (1949년)
- 아더 왕궁의 코네티컷 양키 (1949년)
- 리틀 발레리나 (1948년)
- 업 인 센트럴 파크 (1948년)
- 로맨스 온 더 하이 시스 (1948년)
- 시팅 프리티 (1948년)
- 다크 패시지 (1947년)
- 웰컴 스트레인저 (1947년)
- 정복되지 않는 사람들 (1947년)
- 아버지와 인생을 (1947년)
- 진실한 사랑 (1947년)
- 34번가의 기적 (1947년)
- 과거로부터 (1947년)
- 비코즈 오브 힘 (1946년)
- 남부의 노래 (1946년)
- 언씬 (1945년)
- 어페어 오브 수잔 (1945년)
- 러브 레터 (1945년)
- 포 질스 인 어 지프 (1944년)
- 사랑의 서광 (1944년)
- 헬로우 프리스코, 헬로우 (1943년)
- 레이디 테이크 어 찬스 (1943년)
- 미스 애니 루니 (1942년)
- 나우 보이저 (1942년)
- 너무도 아름다운 당신 (1942년)
- 내 사랑 마녀 (1942년)
- 앤디 하디의 개인비서 (1941년)
- 지킬 박사와 하이드씨 (1941년)
- 볼 오브 파이어 (1941년)
- 유인원 인간 (1940년)
- 브로드웨이 멜로디 오브 1940 (1940년)
- 뱅크 딕 (1940년)
- 화이트 배너스 (1938년)
- 왕자와 거지 (1937년)